# Aaron Jones (football américain)
(en) Statistiques sur pro-football-reference
Aaron LaRae Jones, né le 2 décembre 1994 à Savannah en Géorgie, est un sportif professionnel américain de football américain évoluant au poste de running back dans la National Football League (NFL) depuis la saison 2017, jouant actuellement pour les Vikings du Minnesota..
Au niveau universitaire, il a joué pendant quatre saisons dans la NCAA Division I FBS pour les Miners de l'université du Texas à El Paso (UTEP) avant d'être sélectionné par la franchise des Packers de Green Bay lors du cinquième tour de la draft 2017 de la NFL. Il y reste pendant huit saisons avant de rejoindre en 2024 les Vikings.

## Biographie

### Jeunesse
Jones fréquente et joue au football américain au lycée Burges High School d'El Paso au Texas. Il est évalué comme un joueur  trois étoiles par 247Sports.com.

### Carrière universitaire
Jones intègre l'université du Texas à El Paso où il joue au football américain universitaire pour les Miners de l'UTEP de 2013 à 2016, sous la direction de l'entraîneur principal Sean Kugler (en).
Lors de son année freshman, Jones participe à neuf matchs. À ses débuts, contre les Lobos de l'université du Nouveau-Mexique, il effectue 11 courses pour un gain de 127 yards et deux touchdowns. Le 26 octobre 2013, contre les Owls de l'université Rice, il réussit son meilleur total de la saison avec 186 yards à la course.
Au total, il termine la saison 2013 avec 811 yards et quatre touchdowns à la course avec en plus quatre réceptions pour un gain supplémentaire de 14 yards.
Pour sa deuxième saison en tant que sophomore, Jones joue 12 matchs. Lors du premier match de la saison, il gagne 237 yards et inscrit trois touchdowns à la course (victoire contre les Lobos du Nouveau-Mexique). Dans le match suivant (défaite contre les Red Raiders de l'université Texas Tech), il gagne 144 yards et inscrit deux touchdowns à la course. Une semaine plus tard, contre les Aggies de l'université d'État du Nouveau-Mexique, il cumule 168 yards et inscrit deux touchdowns. Le 15 novembre 2014, contre le Mean Green de l'université de North Texas, il enregistre 177 yards et deux touchdowns. Le 29 novembre, contre les Blue Raiders de l'université d'État de Middle Tennessee, il gagne 147 yards et inscrit un touchdown à la course mais effectue également une réception qu'il transforme en un touchdown de 72 yards.
Au terme de la saison 2014, il comptabilise 1 321 yards à la course (devenant le quatrième meilleur coureur de l'histoire de l'université), 11 touchdowns à la course ainsi que  293 yards et trois touchdowns en 30 réceptions.
En tant que junior en 2015, Jones ne dispute que deux matchs à la suite d'une blessure à la cheville subie en début de saison. Il termine avec 209 yards et un touchdown à la course, 106 yards et un touchdown en réception. De ce nombre, 91 ont été effectués lors du plus long jeu de course de l'histoire de l'université à l'occasion du match joué congtre les Red Raiders de Texas Tech.
En 2016, son année senior, Jones participe à 12 matchs. Lors de son premier match après sa blessure à la cheville (victoire contre les Aggies du Nouveau-Mexique), il gagne 249 yards et inscrit deux touchdowns à la course  ce qui constitue la troisième meilleure performance de l'histoire de l'université. Le 29 octobre, contre les Monarchs de l'université Old Dominion, il réussit une passe de touchdown de trois yards. Dans le match suivant contre les Huskies (en) de l'université Houston Baptist (en), il accumule 228 yards et deux touchdowns à la course. Il poursuit avec 229 yards et deux autres touchdowns à la course lors de la défaite contre les Owls de l'université Florida Atlantic. Pour son dernier match universitaire (victoire contre le Mean Green de North Texas), il totalise 301 yards et quatre touchdowns à la course, ce qui le place au deuxième rang dans l'histoire de l'université, derrière Fred Wendt qui avait gagné 326 yards sur un match en 1948. Au total, il termine sa dernière saison universitaire avec 1 773 yards et 17 touchdowns à la course, 233 yards et trois touchdowns en 28 réceptions, et une passe de touchdown.

### Carrière professionnelle
Aaron Jones est invité au NFL Scouting Combine à Indianapolis, où il réussit les performances suivantes :
| Taille | Poids | Bras    | Main    | Sprint   | Sprint   | Sprint   | Shuttle 20 yards | 3 cones drill | Détente   | Détente     | Développé couché | Test Wonderlic |
| Taille | Poids | Bras    | Main    | 40 yards | 10 yards | 20 yards | Shuttle 20 yards | 3 cones drill | verticale | horizontale | Développé couché | Test Wonderlic |
| 1,75 m | 94 kg | 82,5 cm | 24,1 cm | 4,56 s   | 1,51 s   | 2,57 s   | 4,20 s           | 6,82 s        | 0,95 m    | 3,22 m      | 16 reps          | -              |

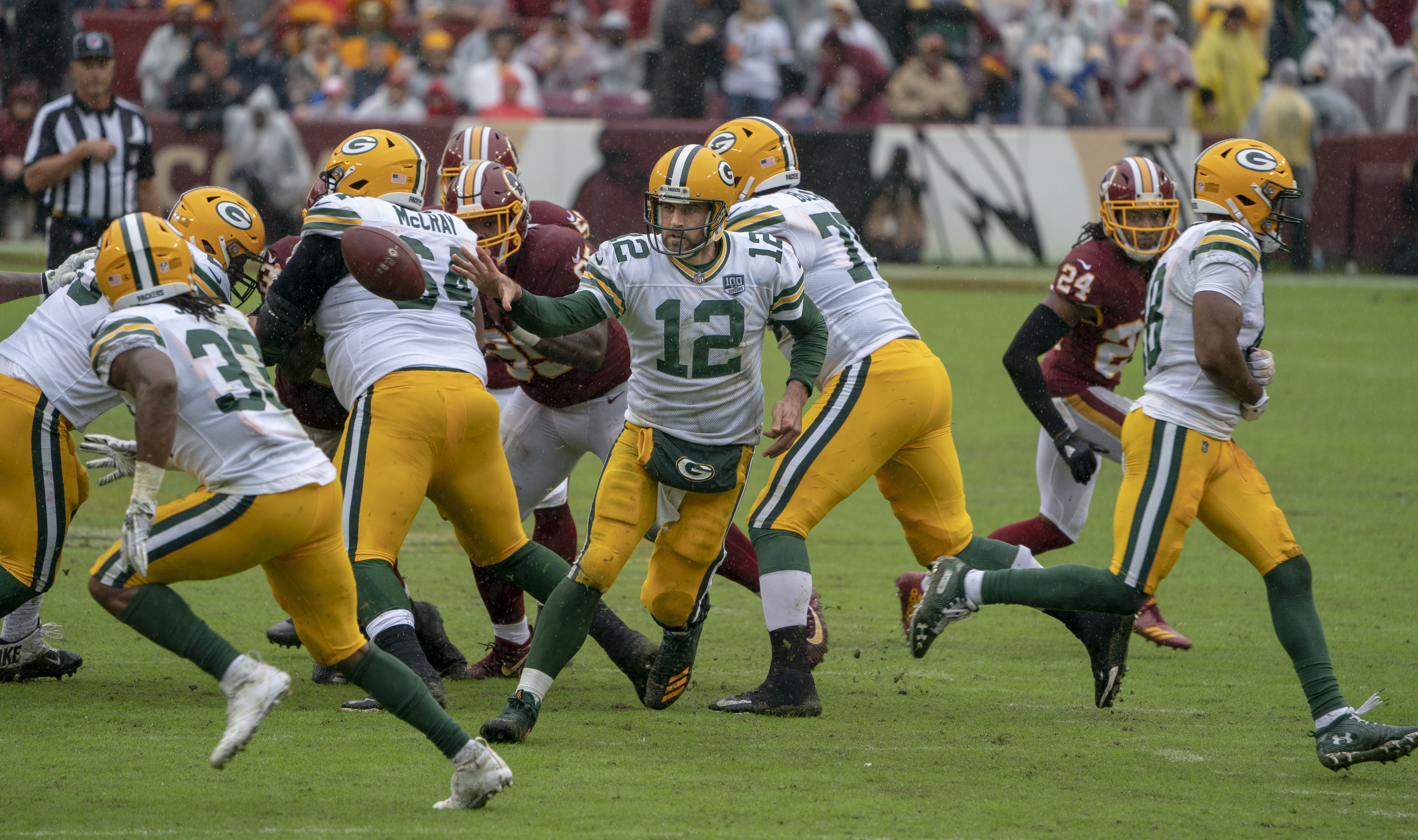
Jones recevant un toss d'Aaron Rodgers en 2018.

Il est sélectionné par la franchise des Packers de Green Bay en 182e choix global lors du cinquième tour de la draft 2017 de la NFL. Il est le 19e running back sélectionné lors de cette draft,. Il signe son contrat le 5 mai 2017.

#### Packers de Green Bay (2017-2023)

##### 2017
Après les blessures de Ty Montgomery et de Jamaal Williams, Jones participe au match de football du Thursday Night Football contre les Bears de Chicago en semaine 4. Il enregistre 13 courses pour 49 yards et inscrit son premier touchdown en carrière. Lors de la semaine 5 contre les Cowboys de Dallas, Jones effectue 19 courses pour un gain cumulé de 129 yards. Il réussit une réception pour un gain de 9 yards. En deuxième quart temps, Jones court par le centre pour inscrire un touchdown de sept yards, le deuxième de sa carrière. Au cours de la septième semaine, contre les Saints de La Nouvelle-Orléans, il effectue 17 courses pour 131 yards et marque un touchdown. Au total, il termine sa saison rookie avec 448 yards à la course (deuxième de l'équipe derrière Jamaal Williams, neuvième parmi les rookies de la NFL), quatre touchdowns à la course, neuf réceptions et 22 yards en réception.

##### 2018
Le 3 juillet 2018, Jones est suspendu pour les deux premiers matchs de la saison 2018 pour avoir enfreint la politique de la NFL en matière de toxicomanie. Le 23 septembre, de retour de sa suspension, Jones effectue six courses pour un gain cumulé de 42 yards malgré la défaite 31-17 contre les Redskins de Washington. La semaine suivante (victoire 22 à 0 contre les Bills de Buffalo), il réussit 11 curses pour un gain cumulé de 65 yards et inscrit un touchdown. Il devient titulaire en sixième semaine même s'il continue à partager les courses avec Williams et Montgomery. Lors de la semaine 9, il a effectué assez de courses pour apparaître dans le classement NFL et occupe la première place en ce qui concerne la moyenne de yards gagnés par course avec 6,02 yards/course. Le 11 novembre, il réalise 15 courses pour un total de 145 yards (record en carrière) et inscrit deux touchdowns lors de la victoire 31 à 12 contre les Dolphins de Miami. La semaine suivante, il inscrit son premier touchdown NFL à la suite d'une réception et en inscrit un autre à la course malgré la défaite 24 à 27 contre les Seahawks de Seattle. Au cours de la semaine 12, il marque son cinquième touchdown en trois matchs et gagne un total de 93 yards  à la course contre les Vikings du Minnesota. Il se blesse au genou en quinzième semaine et est placé sur la liste des blessés réservistes le 18 décembre,. Il termine la saison 2018 avec huit touchdowns et un gain cumulé de 728 yards à la course auxquels il faut ajouter un gain cumulé de 206 yards et un touchdown lors de 26 réceptions de passe.

##### 2019
Au cours de la deuxième semaine contre les Vikings du Minnesota, Jones effectue 23 courses pour un gain de 116 yards et un touchdown alors que les Packers l'emportent 21-16. En semaine 3 contre les Broncos de Denver, Jones effectue dix courses gagnant dix-neuf yards et inscrivant deux touchdowns alors que les Packers gagnent 27-16. Durant la semaine 5 contre les Cowboys de Dallas, Jones gagne 107 yards à la course, 75 yards en réception et inscrit quatre touchdowns lors de la victoire 34 à 24 des Packers. Cette performance lui vaut le titre de meilleur joueur offensif NFC de la semaine,. À l'occasion du match du Sunday Night Football (en) contre les Chiefs de Kansas City, Jones termine avec 13 portées pour un gain cumulé de 67 yards, effectue également sept réceptions pour un gain supplémentaire de 159 yards et inscrit deux touchdowns (victoire des  Packers 31-24). Il est à nouveau nommé meilleur joueur offensif NFC de la semaine pour cette performance. Lors de la semaine 10 contre les Panthers de la Caroline (victoire 24-16), Jones effectue treize courses pour un gain de 93 yards et inscrit trois touchdowns. En semaine 14 contre les Redskins de Washington, Jones effectue seize courses pour un gain de 134 yards et un touchdown (victoire 20 à 15). Lors de la revanche en semaine 16 contre les Vikings du Minnesota dans le cadre du Monday Night Football, Jones se met en évidence avec une course de 56 yards se terminant en touchdown. Au total, il termine avec 154 yards à la course et deux touchdowns alors que les Packers l'emportent 23 à 10. Au cours de la semaine 17 contre les Lions de Détroit, Jones réalise 25 courses pour 100 yards et réceptionne deux passes pour 43 yards supplémentaires (victoire 23-20). Au cours du match, Jones dépasse les 1 000 yards à la course sur une saison pour la première fois de sa carrière.
Au terme de la saison 2019, Jones enregistre un gain de 1 084 yards et 16 touchdowns à la course, ainsi que 474 yards et trois touchdowns en 49 réceptions.
Les Packers se qualifient pour les séries éliminatoires et lors du tour de division contre les Seahawks de Seattle, Jones court 21 fois pour 62 yards et deux touchdowns lors de la victoire 28-23. Au tour suivant, le championnat de conférence NFC contre les 49ers de San Francisco, Jones effectue douze courses pour 56 yards et un touchdown et attrape cinq passes pour 27 yards et un touchdown lors de la défaite 37-20.

##### 2023
En première semaine contre les Bears, Jones gagne un total de 127 yards, inscrivant un touchdown à la course et un touchdown en réception. Jones se blesse aux ischio-jambiers lors de ce match. Il est absent la semaine suivante.
Jones rate six matchs au cours de la saison, mais termine quand même avec un total de 656 yards à la course, 233 yards en réception et trois touchdowns. Lors des trois derniers matchs de la saison que les Packers doivent remporter pour se qualifier en série éliminatoire, Jones enregistre un gain d'au moins 130 yards dans chaque match. Lors du tour de wild card remporté 48 à 32 en déplacement chez les Cowboys de Dallas, Jones gagne 118 yards et inscrit trois touchdowns en 21 courses.
Les Packers perdent le match de tour de division 21 à 24 contre les 49ers. Lors de ce match, Jones devient le premier joueur de l'histoire des Packers à gagner plus de 100 yards à la course lors de cinq matchs consécutifs.
Le 11 mars 2024, Jones est libéré par les Packers.

#### Vikings du Minnesota (2024-..)
Le 12 mars 2024, Jones signe un contrat d'un an avec les Vikings du Minnesota.

## Statistiques

### Universitaires
| Année  | Équipe           | Statut | MJ |     | Courses | Courses | Courses | Courses |       | Passes réceptionnées | Passes réceptionnées | Passes réceptionnées | Passes réceptionnées |
| Année  | Équipe           | Statut | MJ | Nb. | Yards   | Moy.    | TD      | Nb.     | Yards | Moy.                 | TD                   |                      |                      |
| 2013   | Miners de l'UTEP | FR     | 09 | 155 | 0 811   | 5,2     | 04      | 04      | 014   | 03,5                 | 0                    |                      |                      |
| 2014   | Miners d'UTEP    | SO     | 12 | 242 | 1 321   | 5,5     | 11      | 30      | 293   | 09,8                 | 3                    |                      |                      |
| 2015   | Miners d'UTEP    | JR     | 02 | 032 | 0 209   | 6,5     | 01      | 09      | 106   | 11,8                 | 1                    |                      |                      |
| 2016   | Miners d'UTEP    | SR     | 12 | 229 | 1 773   | 7,7     | 17      | 28      | 233   | 08,3                 | 3                    |                      |                      |
| Totaux | Totaux           | Totaux | 35 | 658 | 4 114   | 6,3     | 33      | 71      | 646   | 09,1                 | 7                    |                      |                      |

### Professionnelles
| Année  | Équipe               | MJ |                | Courses        | Courses        | Courses        | Courses        |                | Passes réceptionnées | Passes réceptionnées | Passes réceptionnées | Passes réceptionnées |  | Fumbles | Fumbles |
| Année  | Équipe               | MJ | Nb.            | Yards          | Moy.           | TD             | Nb.            | Yards          | Moy.                 | TD                   | Nb.                  | Perdus               |  |         |         |
| 2017   | Packers de Green Bay | 12 | 081            | 0 488          | 5,5            | 04             | 09             | 022            | 2,4                  | 0                    | 0                    | 0                    |  |         |         |
| 2018   | Packers de Green Bay | 12 | 133            | 0 728          | 5,5            | 08             | 26             | 206            | 7,9                  | 1                    | 1                    | 1                    |  |         |         |
| 2019   | Packers de Green Bay | 16 | 236            | 1 084          | 4,6            | 16             | 49             | 474            | 9,7                  | 3                    | 3                    | 2                    |  |         |         |
| 2020   | Packers de Green Bay | 14 | 201            | 1 104          | 5,5            | 09             | 47             | 355            | 7,6                  | 2                    | 2                    | 0                    |  |         |         |
| 2020   | Packers de Green Bay | 15 | 171            | 0 799          | 4,7            | 04             | 52             | 391            | 7,5                  | 6                    | 2                    | 1                    |  |         |         |
| 2020   | Packers de Green Bay | 17 | 213            | 1 121          | 5,3            | 02             | 59             | 395            | 6,7                  | 5                    | 5                    | 3                    |  |         |         |
| 2020   | Packers de Green Bay | 11 | 142            | 0 656          | 4,6            | 02             | 30             | 233            | 7,8                  | 1                    | 2                    | 1                    |  |         |         |
| 2024   | Vikings du Minnesota | ?  | Saison à venir | Saison à venir | Saison à venir | Saison à venir | Saison à venir | Saison à venir | Saison à venir       | Saison à venir       | ?                    | ?                    |  |         |         |
| Totaux | Totaux               | 97 | 1 177          | 5 940          | 5,0            | 45             | 272            | 2 076          | 7,6                  | 18                   | 15                   | 8                    |  |         |         |

| Année  | Équipe               | MJ |     | Courses | Courses | Courses | Courses |       | Passes réceptionnées | Passes réceptionnées | Passes réceptionnées | Passes réceptionnées |  | Fumbles | Fumbles |
| Année  | Équipe               | MJ | Nb. | Yards   | Moy.    | TD      | Nb.     | Yards | Moy.                 | TD                   | Nb.                  | Perdus               |  |         |         |
| 2019   | Packers de Green Bay | 2  | 033 | 118     | 3,6     | 3       | 6       | 031   | 05,2                 | 1                    | 0                    | 0                    |  |         |         |
| 2020   | Packers de Green Bay | 2  | 020 | 126     | 6,3     | 1       | 5       | 021   | 04,2                 | 0                    | 2                    | 1                    |  |         |         |
| 2021   | Packers de Green Bay | 1  | 012 | 041     | 3,4     | 0       | 9       | 129   | 14,3                 | 0                    | 0                    | 0                    |  |         |         |
| 2023   | Packers de Green Bay | 2  | 039 | 226     | 5,8     | 3       | 4       | 021   | 05,3                 | 0                    | 0                    | 0                    |  |         |         |
| Totaux | Totaux               | 7  | 104 | 511     | 4,9     | 7       | 6       | 202   | 08,4                 | 1                    | 2                    | 1                    |  |         |         |

## Problèmes judiciaires
Le 20 novembre 2017, Jones est cité à comparaître pour un contrôle routier, un incident qui s'est produit le 1er octobre 2017. Le jour de l'incident, M. Jones roule à 79 mi/h (127 km/h) dans une zone de vitesse maximale de 55 mi/h (88 km/h) et est en possession de marijuana. Jones est arrêté et accusé de conduite avec une substance réglementée restreinte, de conduite sans permis valide et d'excès de vitesse. Jones ne conteste pas les accusations et est condamné à une amende, aux les frais de justice et à une suspension de son permis pour six mois.

## Identité visuelle

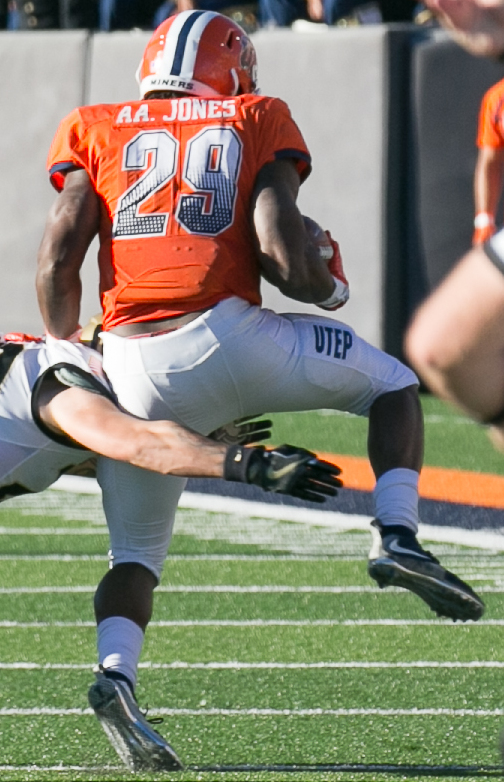
Avec l'UTEP en 2016.
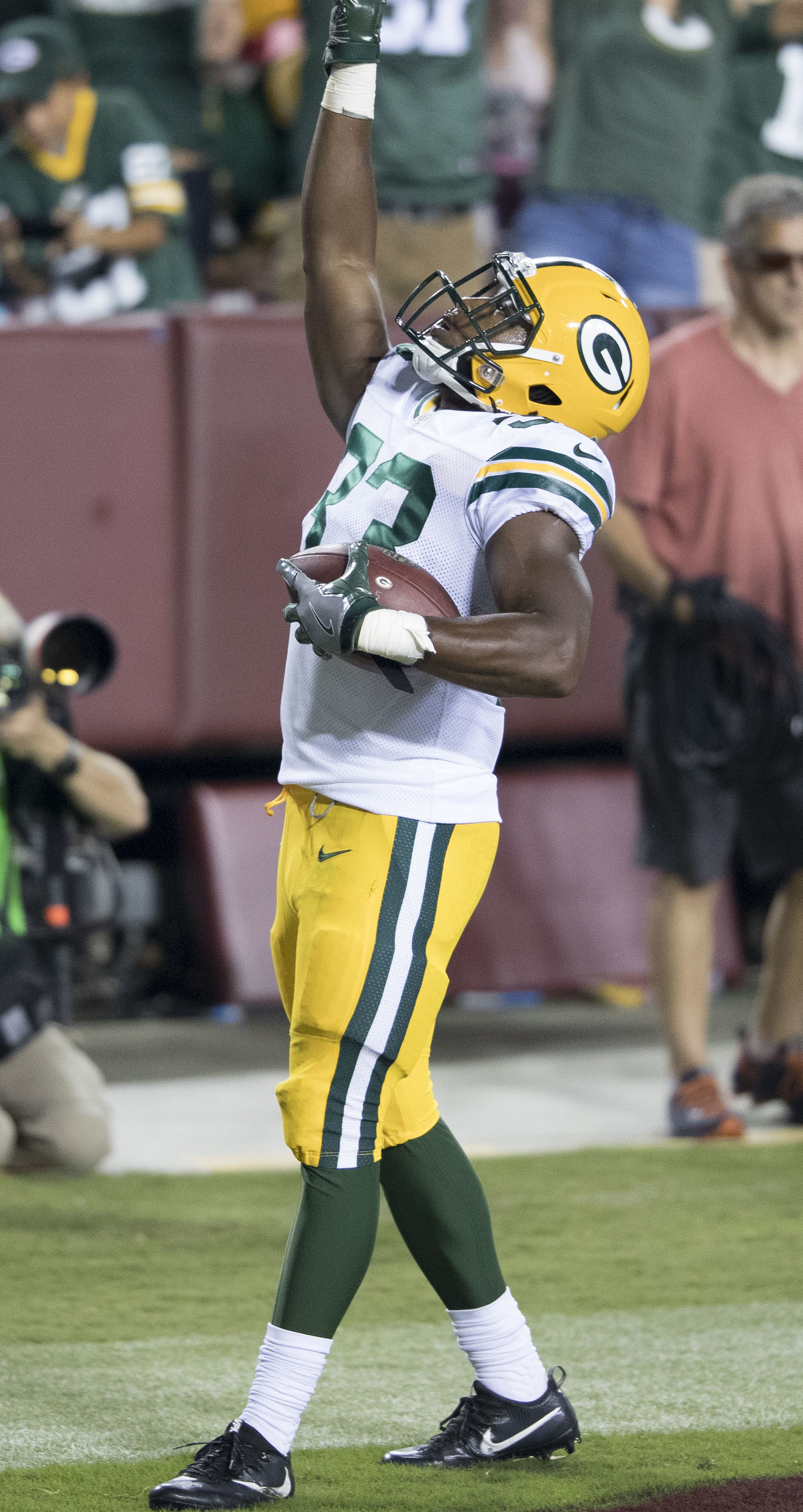
En 2017 chez les Packers.
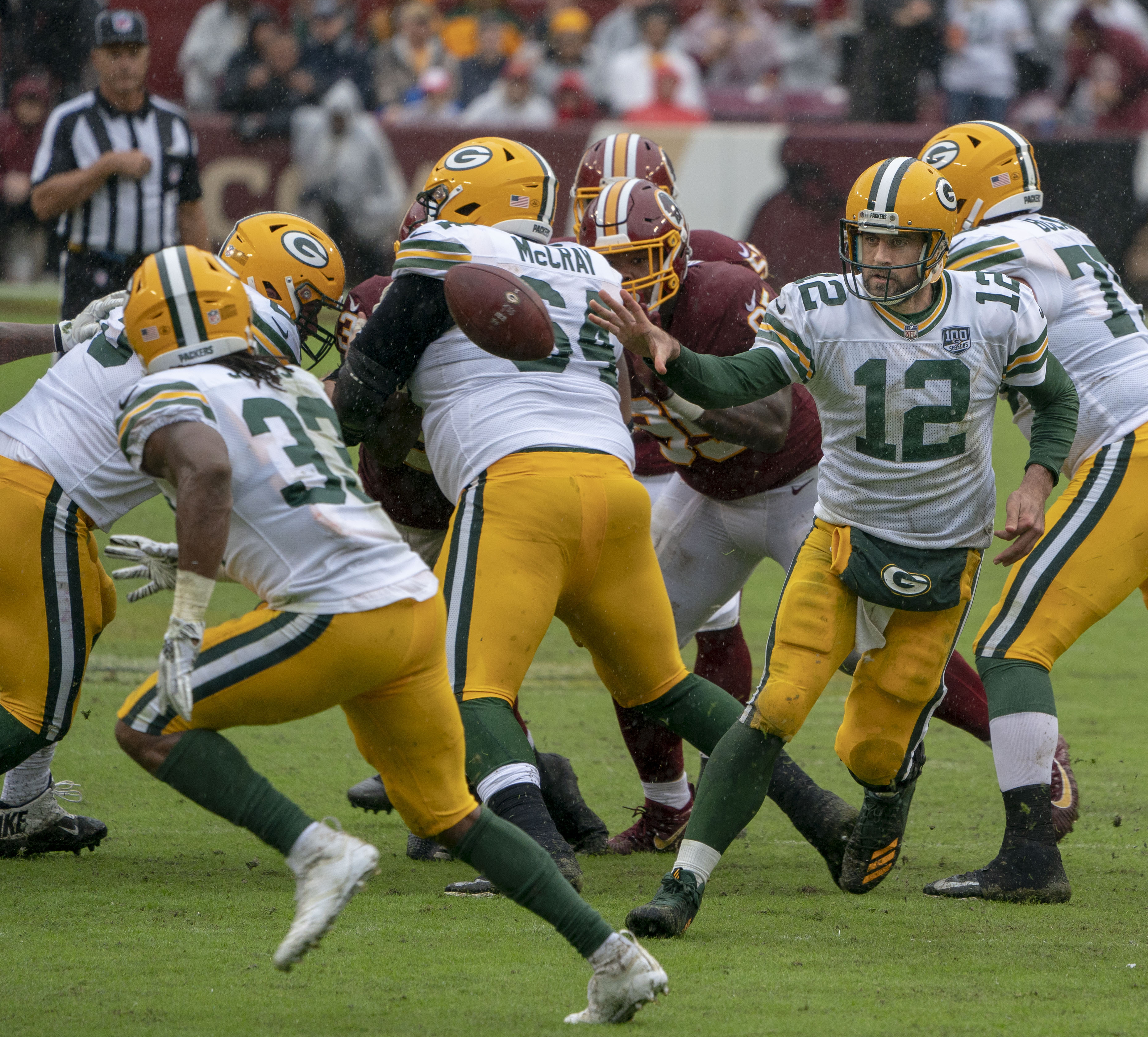
Le QB Aaron Rodgers (no 12) cédant le ballon à Jones en 2018.
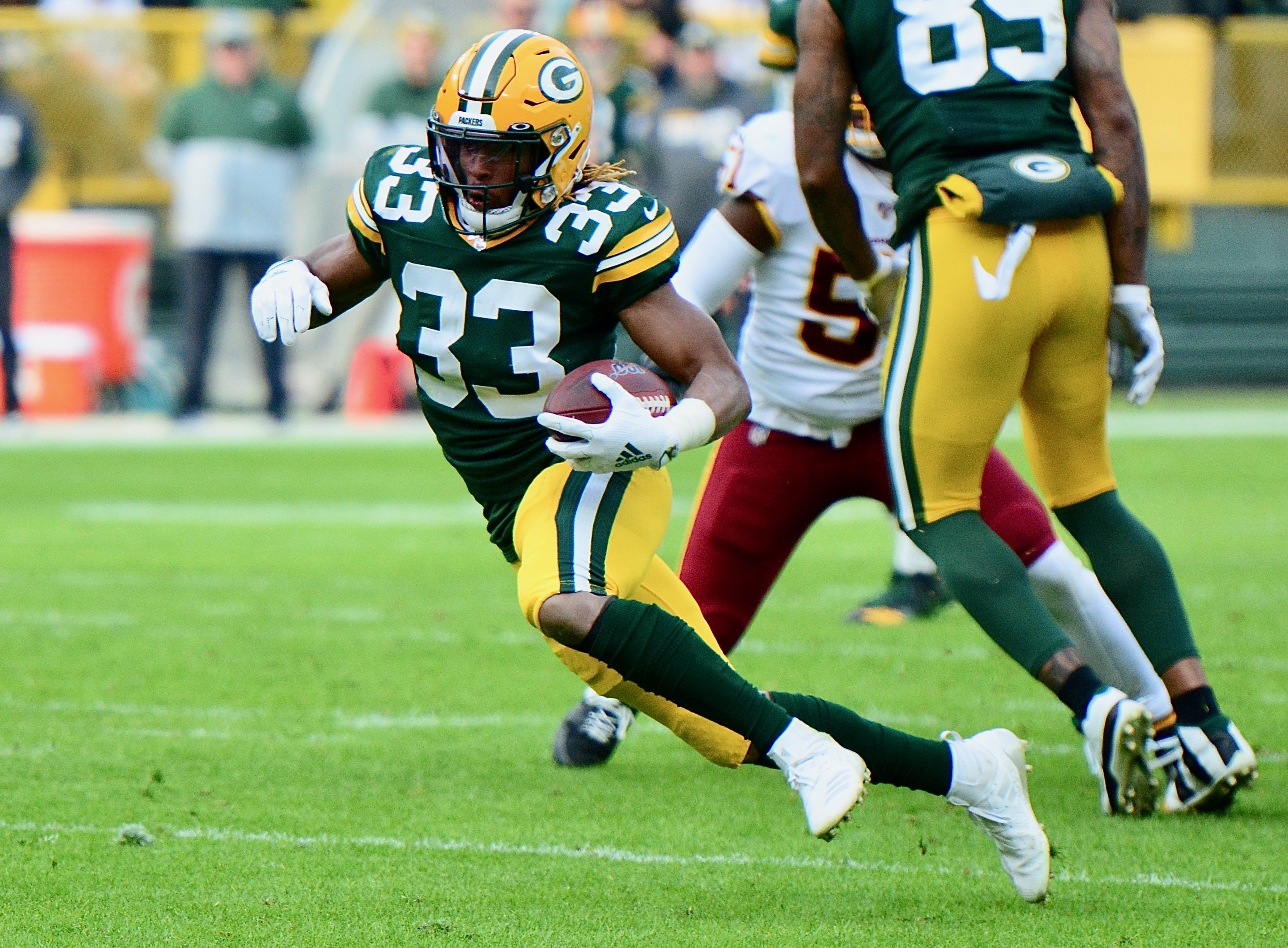
Jones lors d'une course en décembre 2019.